# Naum Knop
Naum Knop (Buenos Aires, Argentina, 19 de agosto de 1917 - ibidem, 8 de abril de 1993) fue un escultor argentino.

## Biografía
Naum Knop nace en 1917 en Buenos Aires, en el seno de una familia de origen ruso procedente de Ucrania. Su infancia transcurre en el barrio de La Paternal, donde su padre tiene un taller de carpintería, espacio en el que toma contacto por primera vez con la técnica de la talla en madera. Tras terminar la escuela primaria, trabaja con el maestro Luis Fernández y poco después se dedica al diseño de muebles. Hacia 1935, ingresa a la Escuela de Bellas Artes Manuel Belgrano. Entre 1941 y 1942 asiste al curso para egresados que dictan Alberto Lagos y Alfredo Bigatti en la Escuela Nacional de Bellas Artes y continúa formándose entre 1942-1945 en la Escuela Superior Ernesto de la Cárcova con Soto Avedaño, Carlos de la Cárcova y José Fioravanti. En esta época pone sus obras en diálogo con otros jóvenes artistas como Libero Badii y Aurelio Macchi.
Hacia 1947 realiza su viaje de estudios. Se dirige a California, Estados Unidos, donde ingresa al Art Institute de Los Ángeles. Paralelamente visita museos y galerías. En enero de 1948 organiza su primera exposición en el extranjero, llevada a cabo en Hall of Arts de Beverly Hills en Los Ángeles. Durante este período recorre Chicago y luego Nueva York. Ese año viaja a Europa; su itinerario incluye Francia, Italia, Suiza e Inglaterra. Como resultado toma contacto con la obra de Henry Moore, Jean Arp, Jacques Lipchitz, Constantin Brancusi, Umberto Boccioni, Henry Laurens, Ossip Zadkine. Artistas que impactan sobre el joven Knop y a quienes homenajea en su producción posterior. Regresa a la Argentina en 1949 e instala su taller donde trabaja la talla ornamental y en piezas en las que oscila entre una figuración sintética y la abstracción.
En 1956 comienza su exitosa participación en salones, obteniendo numerosos premios a nivel nacional y municipal. En 1959 participa del envío a la 5ª Bienal de San Pablo y desde entonces, al éxito alcanzado en el ámbito local, se suman las múltiples exhibiciones realizadas en el campo internacional. Se destacan las muestras en Tel Aviv, Jerusalén y Roma (1966); Dusseldorf (1977); Los Ángeles y Palm Spring (1981); Nueva York (1986), San Pablo y Los Ángeles (1989). Durante este período su obra adquiere madurez, al tiempo que comienza a experimentar con la técnica de la cera directa obteniendo superficies texturadas semejantes a soldaduras que le otorgan un fuerte rasgo expresivo. En paralelo a su producción personal y a los pequeños modelados, el artista recibe encargos privados y públicos para los cuales trabaja en esculturas y murales de grandes dimensiones. Hacia 1967 el arquitecto Mario R. Álvarez lo convoca a participar de un concurso cerrado para la creación de una obra a ser emplazada en el Centro Cultural General San Martín. Junto al artista participan Libero Badii y Enio Iommi; el bronce Figura Reclinada de Knop resulta elegida. Entre los monumentos de gran envergadura cabe recordar la pieza Los tres soles emplazada temporalmente en Recoleta en 1984 y luego instalado en Maryland, Estados Unidos; así como Figura sentada (Reminiscencia de Miguel Ángel) ubicada en el palier de un edificio privado en 1970. A estos se suman los numerosos murales en los que experimenta con diversos materiales y técnicas como el vaciado en bronce, calado y los relieves en madera y el trabajo en cemento.
El año 1970 abre una nueva etapa de florecimiento en su carrera, esta coincide con la inauguración de su taller en el barrio de Parque Patricios, espacio en el que hoy funciona la Fundación Naum Knop. En esta época continúa tratando temas característicos en su producción y otros novedosos como Figura Americana de 1972. Durante toda la década prima el trabajo sobre madera, especialmente los ensamblados de pequeñas piezas muy pulidas y suaves que configuran relieves o figuras de grandes y sinuosos volúmenes. Hacia 1988 el artista abre en los Salones de la empresa Serra Lima el Museo Naum Knop. El mismo tendrá continuidad hasta el final de su vida.
Naum Knop fallece en Buenos Aires en 1993.

## Exposiciones

### Internacionales
1948 “Sixteen Sculpture by Naum Knop”, Hall of Arts, Beverly Hills, Los Angeles.
1959 Bienal de San Pablo, Brasil.
1966 “Naum Knop Sculptures”, Galeria Zvi Noam, Tel-Aviv
1966 “Naum Knop”, Museo de Arte de Jerusalén, Jerusalén
1966 “N. Knop”, Due Mondi. Galleria d´arte internazionale, Roma. 
1973 “N. Knop Sculptures”, Art Gallery at Leivik House, Tel-Aviv
1973 “Exhibition of Sculptures by the argentinian Sculptor Naun Knop”, Z.O.A. House, Embajada Argentina, Tel-Aviv
1977 “Naum Knop”, EP Galerie, Düsseldorf
1981 Exposición Los Ángeles
1981 “Encounter of Argentine. The Argentine American Plastic Artist”, Cultural Foundation, Los Angeles
1982 Exposición Los Ángeles
1984 “Naum Knop”, Angel Nuñez Galleries, Embajada Argentina, Washington, diciembre de 1984 - enero de 1985.
1986 “Naum Knop at Arch Gallery”, Arch Gallery, Nueva York.
1989 “Argentine Art 1989”, Arch Gallery, Nueva York
1989 “Naum Knop. Esculturas”, Museu de Arte Contemporânea José Pancetti, San Pablo, Brasil
1989 “Patio Azteca”, Organización de Estados Americanos, Washington.
1989 “The Lyric Structures of Naum Knop”, Museum of Modern Art of Latin America Gallery at the Organization of American States Building Washington
1999/2000 "Art of the Southern Cone - Argentina - Chile - Uruguay", Museum of Latin American Art, Long Beach, California.

### Nacionales
1957 Asociación Estímulo de Bellas Artes
1961 Galería Van Riel
1963 Museo Municipal de Bellas Artes de Bahía Blanca
1967 “Naum knop”, Art Gallery, Francine Mallah de Favelukes, Buenos Aires
1974 “Esculturas de Naum Knop”, T.M.G.S.M., Buenos Aires
1983 “Naum Knop. Murales y Esculturas”, Galería de Arte Praxis, mayo.
Exposición retrospectiva, Centro Expositor Nuevo Arte Stein, noviembre.
1984 Nuevo Arte Stein
1985 “Naum Knop. Dibujos”, Galería Martina Céspedes, julio – agosto
1986 “Interioridades” Galería Soudan.
1986 “Naum Knop. Interioridades”, Galería Serra Lima, noviembre-diciembre
1987 “Naum Knop. Muestra Retrospectiva”, Centro Cultural Las Malvinas, Ministerio de Educación Sección de Cultura, Buenos Aires, junio-julio.
1988 “Naum Knop”, Arte Soudan, abril
1988 “Exposición Esculturas. Naum Knop”, Galería de Arte del Banco de la Ciudad de Buenos Aires, agosto.
1989 “Naum Knop. Muestra Retrospectiva”, Nuevo Arte Stein, Buenos Aires.
1990 “Obras Recientes”, Fundación Banco Patricios, Buenos Aires.
1994 "Muestra Homenaje", Centro Cultural General San Martín, Buenos Aires
1995 Sociedad Central de Arquitectos, septiembre-octubre. 
1997 "Pequeñas obras de grandes maestros", Museo de Esculturas Luis Perlotti, Buenos Aires.
1999 "ArteBA99"
2017 "Objeto móvil recomendado a las familias" , Fundación OSDE, Buenos Aires.
2017 "Naum Knop. Formas Constructivas" , Museo de Arte Tigre.
2018 Inauguración Casa Museo Naum Knop, Buenos Aires.

## Premios
- 1956 Premio Estímulo, Salón de la Plata.
- 1957 Primer Premio, Salón de Arte de Tandil.
- 1957 Tercer Premio, Salón Municipal Manuel Belgrano.
- 1958 Segundo Premio, Salón Municipal Manuel Belgrano.
- 1959 Primer Premio, Salón de Arte de Mar del Plata.
- 1959 Primer Premio, Salón de Rosario.
- 1960 Primer Premio, Salón Anual de la Provincia de Santa Fe.
- 1961 Premio de Honor Ministerio de Educación y Justicia de La Nación.
- 1961 Primer premio, Salón de Rosario.
- 1963 Gran Premio de Honor, Salón Municipal de artes Plásticas Manuel Belgrano.
- 1964 Gran Premio de Honor, Salón Nacional de Artes Plásticas.
- 1969 Premio de Honor, Ministerio de Educación y Justicia.